# 中華成棒隊
中華民國棒球代表隊（簡稱中華成棒隊、中華隊）是中華民國棒球運動的國家代表隊；自1981年起，根據《洛桑協議》在國際體育賽事中也稱中華台北棒球代表隊（Chinese Taipei Baseball Team）。
中華成棒隊於1950年代組成，是亞洲棒球總會創始會員，與日本隊、韓國隊並稱為「亞洲三強」；中華棒球代表隊（包括三級棒球）亦長期位居世界棒壘球總會棒球世界排名前列，目前為世界第二。
中華成棒隊的選手組成，除了中華職棒、業餘棒球隊選手之外，尚有來自日本職棒以及美國職棒大聯盟和小聯盟的旅外球員。中華成棒隊的組隊、訓練事宜曾由中華民國棒球協會所負責；自2017年起，一級賽事組隊、訓練改由中華職業棒球大聯盟接手主責。

## 歷史

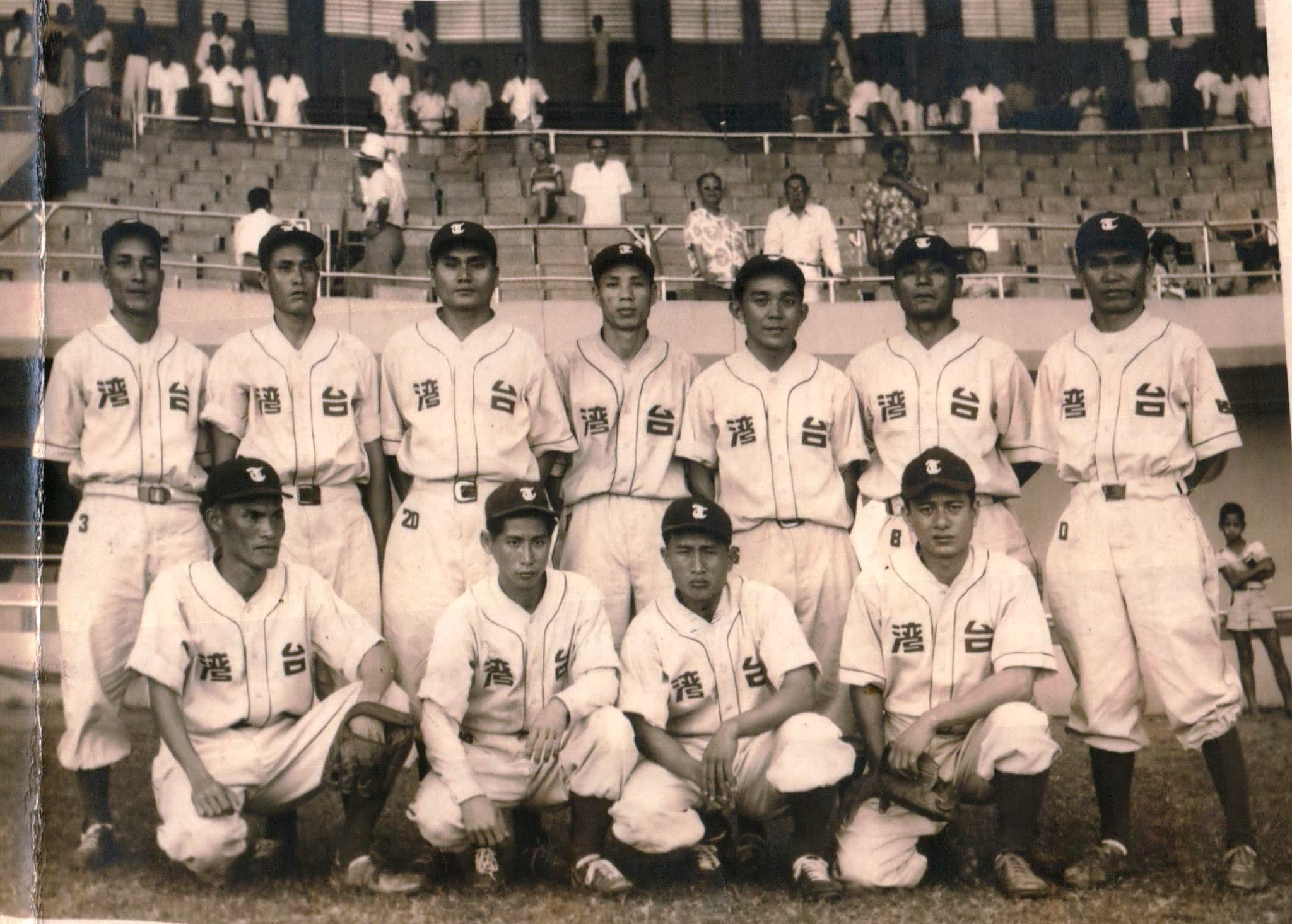
臺灣棒球隊第一屆菲島遠征代表出賽的嘉農畢業生合影。

1951年，第一次經由選訓委員選拔選手組成「臺灣聯隊」，1月26日由臺灣省棒球協會理事長謝東閔領隊遠赴菲律賓進行友誼賽，首次開啟體育團體國際交流之門，實質上具有國家隊實力，但名稱保有對等原則：不是正式國際賽，對手不是國家代表隊，所以派「臺灣隊」應戰。:36
紀錄
- 最大比分獲勝 — 30比0  印度 （日本，1987年8月26日）
- 最大比分落敗 — 3比20  荷蘭（比利時，1983年7月15日）

### 主要賽事

#### 世界棒球經典賽

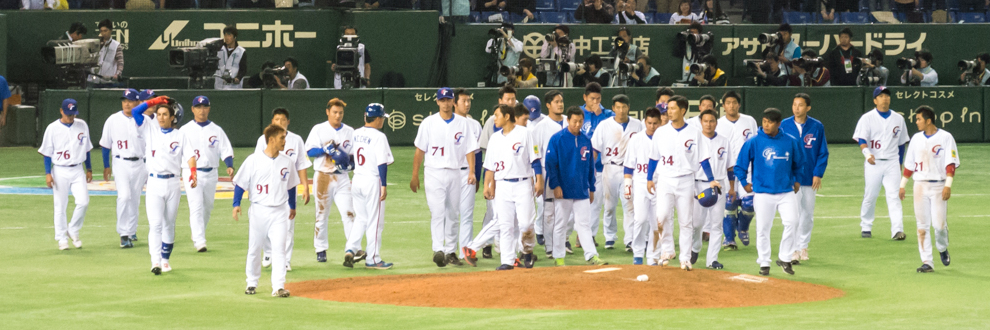
中華代表隊於2013年世界棒球經典賽複賽八強對決日本隊。

2009年世界棒球經典賽，中華隊以2連敗成績遭到淘汰，不但為本屆賽事第1個出局的國家，也以1比4第2次於正式國際賽中敗給中國。2013年世界棒球經典賽，由於上屆中華隊戰績不佳，故本屆須由資格賽打起。中華隊在資格賽中以無失分全勝之姿進入會內賽。會內賽預賽B組中的前兩戰成功擊退澳洲、荷蘭，最後1場雖以2比3一分敗給韓國，但拜荷蘭大勝韓國之賜，仍以分組第1闖進8強複賽。複賽首戰與日本鏖戰到第10局後以3比4一分惜敗，第二場被古巴以14比0提前在第7局結束比賽，成為本屆賽事複賽第1個出局的國家，無緣四強決賽。2017年世界棒球經典賽，中華隊對上以色列、荷蘭、韓國皆敗下陣來（0勝3敗），因而以分組最後1名淘汰，不過取得了下一屆世界棒球經典賽會內賽資格。
2009年跌出12名、2023年跌出16名之外，導致喪失2013年、2026年經典賽會內賽資格；須從2012年首次舉辦之2013年經典賽資格賽、2025年辦理的2026年資格賽打起。2012年11月，於2013年經典賽資格賽取得第4組第1名，獲得2013年經典賽會內賽資格。2025年2月，於2026年經典賽資格賽取得第1組第3名，打進附加賽，再對上資格賽首戰交手曾落敗的西班牙順利獲勝，獲得2026年經典賽會內賽資格。
| 會內賽    | 會內賽                           | 會內賽    | 會內賽    | 會內賽 | 會內賽 | 會內賽 | 會內賽 |          | 資格賽   | 資格賽   | 資格賽   | 資格賽   | 資格賽   | 資格賽 |
| 年份      | 主辦國                           | 回合      | 名次      | 勝     | 負     | 得分   | 失分   | 主辦     | 回合     | 勝       | 負       | 得分     | 失分     |        |
| --------- | -------------------------------- | --------- | --------- | ------ | ------ | ------ | ------ | -------- | -------- | -------- | -------- | -------- | -------- | ------ |
| 2006年    | 日本 美国 波多黎各               | 第一輪    | 11        | 1      | 2      | 15     | 19     | 未舉行   | 未舉行   | 未舉行   | 未舉行   | 未舉行   | 未舉行   |        |
| 2009年    | 日本 美国 波多黎各 加拿大 墨西哥 | 第一輪    | 14        | 0      | 2      | 1      | 13     | 未舉行   | 未舉行   | 未舉行   | 未舉行   | 未舉行   | 未舉行   |        |
| 2013年    | 日本 美国 中華民國 波多黎各      | 複賽      | 8         | 2      | 3      | 17     | 25     | 中華民國 | 出線賽   | 3        | 0        | 35       | 0        |        |
| 2017年    | 日本 美国 墨西哥                 | 預賽      | 14        | 0      | 3      | 20     | 32     | 自動晉級 | 自動晉級 | 自動晉級 | 自動晉級 | 自動晉級 | 自動晉級 |        |
| 2023年    | 日本 美国 中華民國               | 預賽      | 17        | 2      | 2      | 26     | 31     | 自動晉級 | 自動晉級 | 自動晉級 | 自動晉級 | 自動晉級 | 自動晉級 |        |
| 2026年    | 日本 美国 波多黎各               |           |           |        |        |        |        | 中華民國 | 附加賽   | 2        | 2        | 20       | 22       |        |
| 總計：6/6 | 總計：6/6                        | 總計：6/6 | 總計：6/6 | 5      | 12     | 79     | 120    |          |          | 5        | 2        | 55       | 22       |        |

#### 世界棒球12強賽

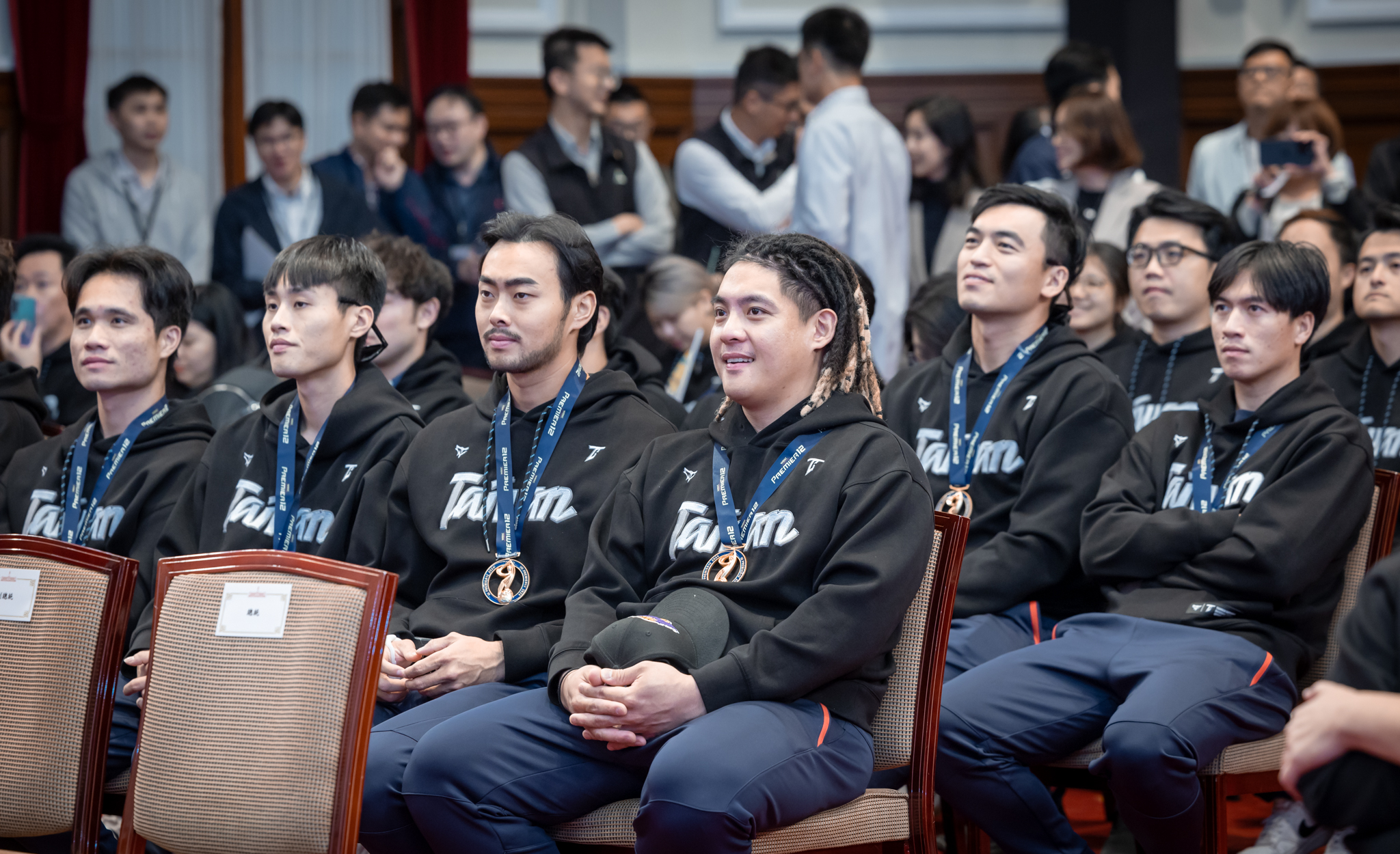
2024年世界棒球12強賽代表隊成員奪冠後於總統府接受表揚。

2015年第一屆世界棒球12強賽，中華隊睽違29年再次在正式國際大賽中擊敗古巴。（自1986年世界盃之後）但仍在預賽遭到淘汰，最終名次為第9名。2019年世界棒球12強賽的複賽，中華隊在日本千葉海洋球場對決南韓隊，台灣以7比0擊敗南韓，創下台灣在一級賽事中面對南韓贏球差距最大的一戰，也讓南韓一分未得之紀錄。本次世界12強棒球賽中華隊在複賽最終成績為2勝3敗，以第5名作收，而這也是中華隊在近10年來於國際一級賽事中的最佳戰績。2024年世界棒球12強賽冠軍賽，中華隊以4比0擊退日本隊，不僅是首度稱霸12強賽，也是隊史首座國際一級賽事（奧運 、WBC、12強賽）冠軍，締造台灣棒球史新猷，同時也中斷了日本隊在國際一級賽事世界冠軍（2019年12強賽冠軍、2020年奧運棒球賽金牌、2023年經典賽冠軍）三連冠及國際賽事27連勝紀錄。
| 世界棒球12強賽 | 世界棒球12強賽 | 世界棒球12強賽 | 世界棒球12強賽 | 世界棒球12強賽 | 世界棒球12強賽 | 世界棒球12強賽 |          | 資格 |
| 年份           | 回合           | 名次           | 勝             | 負             | 得分           | 失分           | 世界排名 |      |
| -------------- | -------------- | -------------- | -------------- | -------------- | -------------- | -------------- | -------- | ---- |
| 2015年         | 預賽           | 9              | 2              | 3              | 27             | 25             | 4        |      |
| 2019年         | 超級循環賽     | 5              | 4              | 3              | 24             | 15             | 4        |      |
| 2024年         | 冠軍戰         | 1              | 6              | 3              | 40             | 23             | 5        |      |
| 總計：3/3      | 總計：3/3      | 總計：3/3      | 12             | 9              | 91             | 63             |          |      |

#### 奧林匹克運動會（非定期舉辦）
1984年洛杉磯奧運，棒球項目首度成為示範項目，中華隊獲得銅牌。1988年獲得示範賽第八名（預賽B組第四）。1992年巴塞隆納奧運，棒球項目首度成為正式項目，中華隊獲得銀牌。創下台灣在奧運棒球項目的最佳成績。中華隊以2007年亞錦賽第三名資格，參加奧運棒球最終資格排名賽（又稱「八搶三資格賽」），獲得季軍，取得2008年北京奧運參賽權。2008年北京奧運，中華隊於採用突破僵局制的延長賽（12局）中以7比8一分之差首度兵敗中國。
1996年、2000年及2020年皆未晉級會內賽。
| 會內賽    | 會內賽    | 會內賽    | 會內賽    | 會內賽 | 會內賽 | 會內賽 | 會內賽 |            | 資格賽 | 資格賽 | 資格賽 | 資格賽 | 資格賽 | 資格賽 |
| 年份      | 主辦城市  | 回合      | 名次      | 勝     | 負     | 得分   | 失分   | 賽事       | 名次   | 勝     | 負     | 得分   | 失分   |        |
| --------- | --------- | --------- | --------- | ------ | ------ | ------ | ------ | ---------- | ------ | ------ | ------ | ------ | ------ | ------ |
| 1984年    | 洛杉磯    | 銅牌戰    | 3（示範） | 3      | 2      | 28     | 15     | 亞錦賽     | 1      | 5      | 2      | 32     | 13     |        |
| 1988年    | 漢城      | 預賽      | 8（示範） | 0      | 3      | 4      | 12     | 亞錦賽     | 1      | 5      | 1      | 74     | 10     |        |
| 1992年    | 巴塞隆納  | 金牌戰    | 2         | 6      | 3      | 67     | 34     | 亞錦賽     | 2      | 2      | 0      | 16     | 4      |        |
| 1996年    | 亞特蘭大  | 未晉級    | 未晉級    | 未晉級 | 未晉級 | 未晉級 | 未晉級 | 亞錦賽     | 3      | 2      | 3      | 50     | 45     |        |
| 2000年    | 雪梨      | 未晉級    | 未晉級    | 未晉級 | 未晉級 | 未晉級 | 未晉級 | 亞錦賽     | 3      | 2      | 3      | 27     | 17     |        |
| 2004年    | 雅典      | 預賽      | 5         | 3      | 4      | 24     | 28     | 亞錦賽     | 2      | 2      | 1      | 12     | 14     |        |
| 2008年    | 北京      | 預賽      | 5         | 2      | 5      | 29     | 33     | 最終資格賽 | 3      | 5      | 2      | 38     | 14     |        |
| 2020年    | 東京      | 未晉級    | 未晉級    | 未晉級 | 未晉級 | 未晉級 | 未晉級 | 最終資格賽 | 棄賽   | –      | –      | –      | –      |        |
| 2028年    | 洛杉磯    |           |           |        |        |        |        |            |        |        |        |        |        |        |
| 總計：3/6 | 總計：3/6 | 總計：3/6 | 總計：3/6 | 11     | 12     | 120    | 95     |            |        |        |        |        |        |        |

1. ↑  以2007年亞洲棒球錦標賽季軍取得最終資格賽資格。
2. ↑  以2019年亞洲棒球錦標賽冠軍取得最終資格賽資格；因COVID-19疫情放棄舉辦資格賽與参賽。

#### U-23世界盃棒球賽（原21U世界盃）
2014年21U世界盃棒球賽，中華隊在冠軍賽中以9比0完封日本，是成棒隊史首度在正式世界性比賽中獲得冠軍。2016年U-23世界盃棒球賽，中華隊在預賽遭到淘汰後排名為第7名。
- 2014年（21U）：冠軍
- 2016年：第七名
- 2018年：第五名
- 2021年：第六名
- 2022年：季軍
- 2024年：第八名

#### 世界盃棒球賽（已停辦）
1984年世界盃，中華隊以6比1擊敗美國隊，創下中華隊首次在正式國際賽擊敗美國隊的記錄，最後獲得亞軍。2001年世界盃棒球賽，該系列賽事首度在臺灣舉行，共有16隊參賽，為當時台灣棒球史上規模最大的國際賽。其中中華隊、美國隊一役，現場湧進了25,000名的觀眾，為台灣棒球當時單場進場人數最多的紀錄。本屆世界盃因接連擊敗日、韓2隊，具有亞洲冠軍的象徵意義，這也是台灣在世界盃史上第3度拿到第3名。值得一提的是由於本次賽事之成功，吸引球迷重回球場支持台灣國內職業棒球賽事。2007年世界盃棒球賽，該系列賽事再度在臺灣舉行，共有16隊參賽，中華隊在預賽第5場以5比9敗給墨西哥，於預賽第7場以7比10敗給美國，在複賽接連敗給荷蘭、韓國、墨西哥，僅得到該屆第8名的成績。
| - 1936年－1971年：未參賽 - 1972年：第八名 - 1973年：第五名 - 1974年：第八名 - 1976年：第七名 - 1978年：未參賽 - 1980年：未參賽 |  | - 1982年：第四名 - 1984年：亞軍 - 1986年：季軍 - 1988年：季軍 - 1990年：第六名 - 1994年：第六名 - 1998年：第十三名（預賽B組第七） |  | - 2001年：季軍 - 2003年：第四名 - 2005年：第十一名（預賽B組第六） - 2007年：第八名 - 2009年：第八名 - 2011年：第十三名 |

#### 洲際盃棒球賽（已停辦）

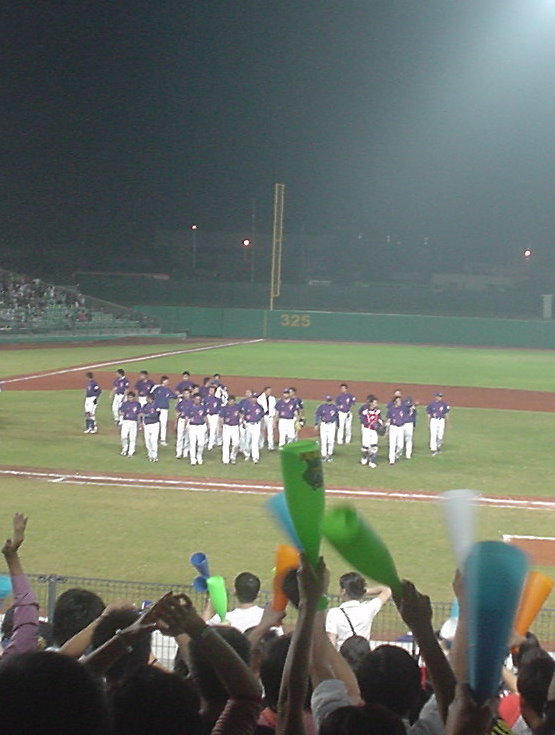
攝於2006年洲際盃棒球賽時的中華代表隊。

1983年洲際盃，中華隊以13比1大勝古巴隊，寫下首次擊敗世界棒壇強權古巴的記錄。1977年預賽與加拿大、波多黎各並列第六名，加賽勝加拿大、負波多黎各而未晉級複賽。
| - 1973年：第七名 - 1975年：未參賽 - 1977年：第七名 - 1979年：未參賽 - 1981年：未參賽 - 1983年：季軍 - 1985年：第四名 |  | - 1987年：第四名 - 1989年：第五名 - 1991年：第四名 - 1993年：未參賽 - 1995年：第七名（預賽A組第四） - 1997年：未參賽 - 1999年：第五名 |  | - 2002年：第四名 - 2006年：季軍 - 2010年：第四名 |

### 次要賽事

#### 夏季世界大學運動會
2015年於韓國光州舉辦的世界大學運動會，中華隊與日本並列金牌（因雨取消金牌戰），是成棒隊史首度在世界性綜合運動賽會中奪得金牌。2017年夏季世界大學運動會棒球比賽，中華隊在預賽以3比4不敵法國、11比0大勝捷克，3比6敗給南韓輸掉兩場關鍵比賽後而無法晉級複賽，在5-8名排名戰中11比1、15比0戰勝墨西哥與俄羅斯後以第5名作收。
- 1993年：第六名
- 1995年：第五名
- 2015年：金牌（並列）
- 2017年：第五名

#### 世界大學棒球錦標賽
- 2002年：第四名
- 2004年：第四名
- 2006年：亞軍
- 2008年：季軍
- 2010年：第六名
- 2018年：亞軍

### 洲級賽事

#### 亞洲運動會
2006年杜哈亞運，以5戰全勝之姿，打敗韓國、泰國、中國、菲律賓和日本，最終獲得金牌，此為中華隊在亞運將棒球列為正式項目後首次奪金。2018年雅加達亞運，在預賽第一場賽事對戰韓國，以2比1獲得勝利，亦是繼2006年杜哈亞運後睽違12年之久再次在國際賽中擊敗由職棒選手所組成的韓國隊，值得一提的是本次中華隊是以業餘球員所組成，因此更顯得難能可貴，本屆亞運最終奪得銅牌。
由於棒球被踢除於28項奧運固定項目之外，亞運因而連帶受到影響，2010年廣州亞運之後棒球成為非定期舉辦的項目，2014年仁川亞運的棒球項目為主辦地自選項目之一。
- 1990年：示範賽金牌
- 1994年：銅牌
- 1998年：銅牌
- 2002年：銀牌
- 2006年：金牌
- 2010年：銀牌
- 2014年：銀牌
- 2018年：銅牌
- 2022年：銀牌

#### 亞洲棒球錦標賽
1954年12月18日至24日，菲律賓首都馬尼拉黎剎棒球場舉辦第1屆亞錦賽，這是中華民國棒球代表隊第1次參與國際賽。本屆賽事僅有4隊參賽，為中華民國、日本、韓國、菲律賓，而這4隊也是亞洲棒球總會的創始會員國，也是在該年5月成立的。但中華民國的第1場國際賽卻不幸以3戰皆敗的墊底成績收場。1955年，在第2屆亞錦賽中，中華民國便以3勝3負的成績獲得第2名。1983年和日本、韓國並列冠軍。1985年和韓國並列亞軍。1989年和日本、韓國並列冠軍。2012年亞錦賽，中華隊與韓國隊一役，以7比0擊敗韓國，是許久以來中華成棒隊最大幅領先韓國隊的一役。2019年亞洲棒球錦標賽的決賽，中華隊以5比4擊敗日本隊，亦是繼2001年亞錦賽後暌違18年再次在亞錦賽擊敗日本隊，並獲得隊史第五冠。
自從棒球被踢除於奧運固定項目之後，各國對主辦亞錦賽缺乏興致，於2009年之後已成為非定期舉辦的賽事。
| - 1954年：第四名 - 1955年：亞軍 - 1959年：季軍 - 1962年：季軍 - 1963年：季軍 - 1965年：季軍 - 1967年：季軍 - 1969年：亞軍 - 1971年：第五名 - 1973年：季軍 - 1975年：第四名 |  | - 1983年：冠軍（並列） - 1985年：亞軍（並列） - 1987年：冠軍 - 1989年：冠軍（並列） - 1991年：亞軍 - 1993年：季軍 - 1995年：季軍 - 1997年：季軍 - 1999年：季軍 - 2001年：冠軍 - 2003年：亞軍 |  | - 2005年：亞軍 - 2007年：季軍 - 2009年：亞軍 - 2012年：亞軍 - 2015年：亞軍 - 2017年：亞軍 - 2019年：冠軍 - 2023年：亞軍 |

#### 亞洲職棒冠軍爭霸賽

以「台灣犬」之名，出征2017年亞冠賽。

2017年亞洲職棒冠軍爭霸賽，中華隊預賽以0比1敗給韓國、2比8敗給日本，在第1屆賽事中以第3名坐收，王柏融、朱育賢選手榮獲大會最佳十人。
- 2017年： 第三名
- 2023年： 第三名

#### 東亞運動會（已停辦）
2013年天津東亞運預賽，儘管中華隊曾以11比0提前結束日本（7局）；卻於突破僵局制的延長賽（10局）中以3比4一分之差第3度兵敗中國。
- 2013年：銅牌

## 歷代球衣
| 1984之前       | 1984之前       | 1984～1999年               | 1984～1999年               | 1999～2003年   | 1999～2003年   |
| -------------- | -------------- | -------------------------- | -------------------------- | -------------- | -------------- |
| 先攻           | 先守           | 先攻                       | 先守                       | 先攻           | 先守           |
| 2003～2012年   | 2003～2012年   | 2012～2016年，2018～2023年 | 2012～2016年，2018～2023年 | 2017年：經典賽 | 2017年：經典賽 |
| 先攻           | 先守           | 先攻                       | 先守                       | 先攻           | 先守           |
| 2017年：亞冠賽 | 2017年：亞冠賽 | 2024年：12強賽～           | 2024年：12強賽～           |                |                |
| 先攻           | 先守           | 先攻                       | 先守                       |                |                |

## 歷屆組成選手名單
| - 領隊：蘇嘉和，*副領隊：柯文河 - 管理：林維吾，*幹事：陳守珪 - 教練：張朝貴 - 隊長：洪太山 - 投手：黃仁惠，方水泉，黃華山，高泉榮，劉坤地 - 捕手：劉仲義，周賢德，柳盛遠 - 內野手：陳潤波，王麗旭，葉清德，梁添松，宋宦勳，林師銘 - 外野手：林煥洲，陳晶瑩，黃天賀，洪太山 - 領隊：蘇嘉和，*副領隊：唐傳宗 - 管理：陳世卿，*秘書：呂梓嘉 - 教練：張朝貴 - 隊長：洪太山 - 投手：黃仁惠、方水泉、施文貞、高泉榮、林師銘 - 捕手：劉仲義、周賢德 - 內野手：陳潤波、王麗旭、葉清德、梁添松、宋宦勳 - 外野手：林煥洲、陳晶瑩、黃華山 - 教練：張朝貴 - 隊長：黃勝求 - 投手：高泉榮，李憲宗，陳輝雄，邱海清 - 捕手：葉南輝，盧盛源 - 內野手：官大全，葉清德，林師銘，陳一成，陳潤波，梁添松 - 外野手：林煥洲，陳晶瑩，洪太山，魏萬懷 - 領隊：謝國城，*副領隊：盧啓華、鄭煥韜 - 管理：方水泉 - 教練：梁添松 - 隊長：陳潤波 - 投手：李憲宗，林呈欣，胡煥發，蘇棟川，陳輝雄，高泉榮 - 捕手：李威躍，葉南輝 - 內野手：邱松男，陳富雄，官大全，陳一成，陳潤波，林信彰 - 外野手：黃華山，徐齡明，邱海清，陳良治 - 教練：方水泉 - 隊長：高泉榮 - 投手：陳輝雄，李憲宗，黃清松，蔡安和 - 捕手：張東龍，葉南輝 - 內野手：陳一成，陳潤波，高泉榮，官大全，邱松男，林信彰 - 外野手：顏炳村，李秀明，邱海清，陳良治，何景山，王勝太 - 教練：方水泉 - 隊長：葉南輝 - 投手：豐自吉，陳輝雄，黃清松，張正忠，林呈欣 - 捕手：何景山，葉南輝 - 內野手：陳一成，張東龍，陳鍚龍，江本宏，胡煥發，林信彰 - 外野手：周阿海，官大全，李秀明，顏炳村 - 領隊：謝國城，*副領隊：林鳳麟 - 秘書：林丁山，*代表：蔡炳昌 - 裁判：薛永順，*管理：洪桂己 - 教練：宋宦勳 - 隊長：邱松男 - 投手：黃清松，李憲宗，陳秀雄，陳輝雄 - 捕手：何景山，鄭昆吉 - 內野手：官大全，杜勝三，陳一成，江本宏，邱松男，陳勝次 - 外野手：張輝雄，陳秉昌，周阿海，顏炳村，陳金 - 領隊：謝國城，*副領隊：林鳳麟 - 管理：方水泉，*總務：呂斌 - 教練：曾紀恩 - 隊長：歐新賢 - 投手：蔡旭峰、譚信民、呂安田、陳秀雄、杜勝三 - 捕手：葉南輝、何景山 - 內野手：陳勝次、歐新賢、郭永安、鄭昆吉、江本宏、陳金 - 外野手：林瑞徵、郭均坤、趙勇吉、謝明勇、顏炳村 - 領隊：周朝金，*副領隊：向祖祿 - 管理：呂斌，*隨隊裁判：高泉榮 - 秘書：林敏政 - 教練：曾紀恩 - 隊長：郭均坤 - 投手：陳秀雄、譚信民、郭義煌、洪啟煌 - 捕手：葉金火、何景山 - 內野手：陳勝次、卓幸德、林瑞徵、陳俊德、葉欽也、林家祥 - 外野手：黃家興、郭均坤、陳榮貴、謝明勇、周阿海、黃打龍 - 總教練：曾紀恩 - 教練：高泉榮 - 隊長：何景山 - 投手：陳秀雄，蔡旭峰，譚信民，劉國輝，杜勝三，莊新發 - 捕手：何景山，高克武，林釗會 - 內野手：陳俊德，黃家興，卓幸德，蔡全欽，林瑞徵，林和 - 外野手：周阿海，郭均坤，謝明勇，劉鐵雄，陳榮山 - 教練：曾紀恩 - 投手：陳秀雄，蔡旭峰，譚信民，劉國輝，杜勝三，莊新發 - 捕手：何景山，高克武，林釗會 - 內野手：陳俊德，黃家興，卓幸德，蔡全欽，林瑞徵 - 外野手：周阿海，郭均坤，謝明勇，劉鐵雄，陳榮山 - 領隊：洪樵榕 - 總教練：陳秀雄，*副教練：杜勝三 - 管理：詹益安 - 投手：何瑞炘，蔡樹王，譚信民，高英傑，杜勝三，吳劍長，蔡旭峰，巫金來 - 捕手：張安庚，林釗會 - 內野手：陳俊德，黃家興，徐英達，林進發，陳勝次，林和 - 外野手：周阿海，郭均坤，謝明勇，梁添益 - 領隊：洪樵榕，*副領隊：周朝金 - 管理：詹益安，*隨隊裁判：李景雄 - 教練：高泉榮，*副教練：林敏政（兼任秘書） - 隊長：何景山 - 投手：陳秀雄，蔡旭峰，譚信民，劉國輝，高英傑 - 捕手：何景山，鄭昆吉 - 內野手：陳勝次，黃家興，徐英達，陳哲祥，林瑞徵，林和 - 外野手：周阿海，郭均坤，謝明勇，黃清泉，張安庚 - 領隊：張信雄，*秘書：蔣得禮 - 經理：蔡順全，*教練：陳秀雄 - 隊長：張安庚 - 投手：蔡全欽，蔡樹王，胡賢聰，高英傑，林信祥，蔡旭峰 - 捕手：李來發，張安庚，鄭昆吉 - 內野手：陳俊德，黃家興，洪文德，林瑞徵，陳勝次，郭義煌，林和 - 外野手：周阿海，郭均坤，謝明勇，蔡建震 - 領隊：周春傳，*秘書：薛謀治 - 經理：宋宦勳，*隨隊裁判：林國輝 - 教練：林長健 - 隊長：鄭昆吉 - 投手：莊新發、伍進明、蔡旭峰、陳新春、高英傑、彭仲達 - 捕手：李來發、鄭昆吉、王信義 - 內野手：陳俊德、李盈南、林瑞徵、郭義煌、劉國明 - 外野手：謝明勇、謝良貴、謝耀祥、楊文欽 - 領隊：周中勛 - 經理：林敏政，*教練：鄭昆吉 - 裁判：高泉榮，*秘書：張秀實 - 隊長：林瑞徵 - 投手：高英傑，郭源治，譚信民，蔡樹王，劉家齊，曾明德 - 捕手：蕭文勝，王俊明，李來發 - 內野手：劉國明，林瑞徵，陳義信，陳進財，洪文德，林華韋 - 外野手：李志俊，黃明怡，吳一萍，林高義，黃清泉 - 領隊：唐恩江，*經理：倪兆良，*秘書：王旭晨 - 教練：林家祥 - 隊長：謝明勇 - 投手：劉秋農、郭源治、蔡樹王、劉家齊、劉思義、彭仲達 - 捕手：黃宏茂、林釗會、李來發 - 內野手：林華韋、林德章、李盈南、葉志仙、高英傑、吳智恆 - 外野手：董國華、李明憲、謝明勇、李志俊 |

| - 總教練：林家祥 - 教練：顏炳村 - 投手：郭泰源，黃廣琪，劉家齊，葉福榮，陽介仁，莊勝雄，黃平洋 - 捕手：凃忠男，曾智偵，江泰權 - 內野手：楊清瓏，劉國明，葉志仙，吳復連，鄭幸生，林德章，林華韋 - 外野手：趙士強，李居明，陳正中 - 總教練：吳祥木 - 教練：林家祥、湯姆﹝美藉客座﹞ - 隊長：莊勝雄 - 投手：莊勝雄，郭泰源，黃平洋，劉家齊，郭進興，陳明德 - 捕手：許榮貴，曾智偵 - 內野手：謝良貴，趙士強，蔡志敏，葉志仙，吳復連，黃東南，呂文生，吳思賢 - 外野手：宋榮泰，林易增，蔡生豐，江仲豪 - 領隊：林鳳麟，*隨隊裁判：高泉榮 - 總教練：吳祥木，*祕書：羅良漢 - 教練：林家祥，*管理：林敏政 - 隊長：莊勝雄 - 投手：莊勝雄，郭泰源，劉秋農，徐生明，黃平洋，郭進興 - 捕手：許榮貴，凃忠男，曾智偵 - 內野手：謝良貴，葉志仙，呂文生，吳復連，吳思賢，趙士強，林華韋 - 外野手：蔡生豐，林易增，宋榮泰，李志俊 - 總領隊：嚴孝章，*領隊：佘鴻臣 - 總教練：吳祥木 - 教練團：林家祥、高英傑、李來發 - 管理：林敏政，*秘書：羅良漢 - 投手：郭泰源、莊勝雄、杜福明、涂鴻欽、劉秋農 - 捕手：凃忠男、曾智偵、江泰權 - 內野手：趙士強、葉志仙、楊清瓏、林華韋、吳復連、呂文生、吳德生 - 外野手：李志俊、李居明、林易增、宋榮泰、蔡生豐 - 總教練：吳祥木 - 教練：林家祥 - 投手：莊勝雄，黃平洋，郭進興，郭建成，杜福明，陽介仁，涂鴻欽 - 捕手：呂明賜，凃忠男，江泰權 - 內野手：葉志仙，吳復連，鄭百勝，洪正欽，呂文生，吳德生（吳俊達） - 外野手：李志俊，李居明，林易增，宋榮泰 - 總教練：林家祥 - 教練：彭文敏 - 投手：涂鴻欽，郭進興，林琨瑋，林文城，陳義信，杜福明 - 捕手：呂明賜，凃忠男，曾智偵，江泰權 - 內野手：鄭百勝，楊清瓏，葉志仙，呂文生，吳復連，洪正欽，羅國璋 - 外野手：李志俊，李居明，宋榮泰 - 總教練：吳祥木 - 教練：林家祥 - 隊長：江泰權 - 投手：黃平洋，涂鴻欽，許正宗，郭進興，林琨瑋，杜福明 - 捕手：涂忠男，呂明賜，江泰權 - 內野手：鄭百勝，呂文生，吳復連，洪正欽，葉志仙，黃東南，劉國明 - 外野手：李居明，宋榮泰，林易增，李志俊 - 總教練：曾紀恩 - 教練團：譚信民，李來發 - 投手：杜福明，康明杉，涂鴻欽，林琨瑋，謝長亨，黃平洋，陳義信 - 捕手：凃忠男，呂明賜，曾智偵 - 內野手：王光輝，羅國璋，吳復連，吳思賢，張耀騰，呂文生，鄭百勝 - 外野手：李居明，江泰權，孫昭立 - 總教練：林家祥 - 教練：林信彰，李來發，謝明勇 - 投手：郭建成，康明杉，陳義信，黃平洋，林琨瑋，劉秋農 - 捕手：呂明賜，凃忠男，曾智偵 - 內野手：鄭百勝，郭建霖，王光熙，呂文生，王光輝，洪正欽，羅國璋 - 外野手：江泰權，蔡生豐，李居明，宋榮泰 - 總教練：林家祥 - 教練團：林信彰，謝明勇，李來發 - 防護員：楊俊佑 - 隊長：曾智偵 - 投手：黃平洋，陳義信，涂鴻欽，康明杉，郭建成，羅振榮 - 捕手：凃忠男，曾智偵，呂明賜 - 內野手：王光輝，鄭百勝，呂文生，吳復連，羅國璋，郭建霖，洪正欽 - 外野手：李居明，林易增，蔡生豐，江泰權 - 領隊：謝深山 - 總教練：林家祥 - 教練：林信彰，李來發，林敏政，吳祥木 - 韓語翻譯：徐生明 - 秘書：李英立 - 隊長：江泰權 - 投手：陳義信，黃平洋，涂鴻欽，陽介仁，郭建成，羅振榮，郭李建夫 - 捕手：曾智偵，洪一中，陳金茂 - 內野手：王光輝，林仲秋，洪正欽，羅國璋，吳復連，吳思賢 - 外野手：李居明，江泰權，林易增，黃煚隆 - 總教練：林家祥 - 教練團：林信彰，李來發 - 隊長：江泰權 - 投手：陳義信，黃平洋，涂鴻欽，陽介仁，郭建成，羅振榮，郭李建夫 - 捕手：曾智偵，洪一中，陳金茂 - 內野手：王光輝，林仲秋，洪正欽，羅國璋，吳復連，吳思賢 - 外野手：李居明，江泰權，林易增，黃煚隆 - 總教練：李來發 - 隨隊裁判：高泉榮 - 教練團：徐生明，楊賢銘 - 隊長：江泰權 - 投手：林朝煌，蔡明宏，張文宗，陳炫琦，林光宏，郭李建夫 - 捕手：張正憲，白昆弘 - 內野手：王光熙，林光中，黃忠義，張耀騰，古國謙，羅國璋，黃俊傑 - 外野手：陳威成，廖敏雄，龔榮堂，曾貴章，江泰權 - 總教練：李來發 - 教練：徐生明，楊賢銘 - 技術顧問：高泉榮 - 隊長：江泰權 - 投手：郭李建夫，林朝煌，蔡明宏，張文宗，陳炫琦，林光宏 - 捕手：張正憲，白昆弘 - 內野手：王光熙，林光中，黃忠義，張耀騰，古國謙，羅國璋，黃俊傑 - 外野手：陳威成，廖敏雄，龔榮堂，曾貴章，江泰權 |

| - 領隊：陳家恩 - 總教練：李來發 - 教練：高英傑、楊賢銘 - 投手：蔡明宏、羅振榮、劉志昇、林朝煌、郭李建夫 - 捕手：張正憲、江泰權 - 內野手：王光熙、張文宗、黃忠義、羅國璋、張耀騰、古國謙 - 外野手：許文謙、陳威成、曾貴章、廖敏雄、楊章鑫 - 總教練：李來發 - 教練團：高英傑，楊賢銘 - 投手：蔡明宏，劉志昇，卓琨原，林朝煌，羅振榮，郭李建夫 - 捕手：白昆弘，江泰權，張正憲 - 內野手：張文宗，許文謙，王光熙，黃忠義，羅國璋，王傳家，古國謙（古勝吉） - 外野手：廖敏雄，陳威成，曾貴章，楊章鑫 - 總教練：李來發 - 教練團：林華韋，楊賢銘，高英傑 - 隊長：江泰權 - 投手：羅振榮，蔡明宏，林朝煌，卓琨原，鍾宇政，黃文博，郭李建夫 - 捕手：陳執信，白昆弘，張正憲 - 內野手：王光熙，黃忠義，張耀騰，林琨瀚，羅國璋，吳思賢 - 外野手：江泰權，曾貴章，張文宗，沈俊忠 - 領隊：陳一平 - 總教練：李來發 - 教練：林華韋，楊賢銘，高英傑，陳秀雄 - 技術顧問：吳祥木、林國輝 - 隨隊裁判：高泉榮 - 投手：林朝煌，卓琨原，羅振榮，鍾宇政，郭李建夫，廖俊銘，蔡明宏 - 捕手：白昆弘，張正憲，陳執信，黃文明 - 內野手：林琨瀚，王光熙，黃忠義，張耀騰，羅國璋 - 外野手：陳威成，張文宗，沈俊忠，曾貴章，江泰權 - 總教練：李來發 - 教練團：高英傑、林華韋、楊賢銘 - 投手：林朝煌，羅振榮，蔡明宏，黃文博，鍾宇政，郭李建夫 - 捕手：白昆弘，張正憲，陳執信 - 內野手：王光熙，黃忠義，張耀騰，羅國璋，吳思賢，林琨瀚，古國謙 - 外野手：江泰權，廖敏雄，張文宗，陳威成 - 總教練：謝明勇 - 教練團：林華韋，楊賢銘，高英傑 - 技術顧問：楊清瓏 - 投手：蕭任汶，鍾宇政，洪佩臻，吳俊良，劉志昇，林恩儀，洪邦政 - 補手：黃鈞瑜，葉君璋，吳俊賢 - 內野手：羅國璋，吳文裕，林琨瀚，童琮輝，韓振興 - 外野手：林玉坤，闕壯鎮，陳俊宏，陳炳男，齊衛民 - 總教練：劉家齊 - 教練團：葉志仙、曾慶裕、王琦正 - 隨隊裁判：連永紹、陳汝俊 - 投手：林讚新、蕭任汶、蔡孟哲、陳信宏、鍾宇政、吳正雄、林信助 - 捕手：李奇嶽、蘇茂菘 - 內野手：涂鵬斐、林聖雄、韓振興、呂俊雄、童琮輝、蔡泓澤、齊衛民 - 外野手：張文憲、陳炳男、蔡昆祥、闕壯鎮 - 總教練：謝明勇 - 教練團：楊清瓏、林華韋、葉志仙、中本茂樹 - 投手：梁如豪、劉志昇、黃清境、吳俊良、高建三、謝富貴（謝承勳） - 捕手：葉君璋、林鴻遠、楊福群 - 內野手：吳文裕、許聖杰、黃信福、林聖雄、林岳亮、洪啟峰、何治凡（何獻凡）、丘昌榮 - 外野手：陳該發、黃甘霖、黃貴裕、蔡昆祥、陳俊宏（陳連宏） - 總教練：謝明勇 - 教練：楊清瓏、林華韋、葉志仙、中本茂樹 - 管理：陳錫龍 - 投手：梁如豪、劉志昇、黃清境、吳俊良、高建三、謝富貴（謝承勳） - 捕手：葉君璋、林鴻遠、楊福群 - 內野手：吳文裕、許聖杰、黃信福、林聖雄、林岳亮、洪啟峰、何治凡（何獻凡） - 外野手：陳該發、黃甘霖、黃貴裕、陳俊宏（陳連宏） - 總教練：徐生明 - 教練：詹仁和、蕭文勝、張聲鎮 - 投手：許銘傑、吳俊良、黃清境、梁如豪、李芳華、蔡士勤、曹竣揚 - 捕手：吳昭輝、葉君璋 - 內野手：陳瑞振、陳威志、許聖杰、林聖雄、葉成龍 - 外野手：陳慶國、陳俊宏、陳該發、任志偉 - 總教練：葉志仙 - 教練團：高英傑、林華韋、曾慶裕 - 隨隊裁判：豐祥瑞 - 投手：高建三、曹竣揚、柳裕展、李芳華、宋肇基、謝富貴 - 捕手：石金受、施昭同、柯景文 - 內野手：陳威志、周正雄、黃信福、武建州、馮勝賢、蘇育樂、邱企彬、陳健偉 - 外野手：李紹定、黃貴裕、林鴻遠、黃高俊、蕭雲東 - 總教練：徐生明 - 教練團：楊清瓏、詹仁和、蕭文勝、何明堂 - 投手：吳俊良、曹竣揚、許銘傑、柳裕展、梁如豪、李芳華 - 捕手：林鴻遠、陳瑞昌、葉君璋 - 內野手：陳瑞振、許聖杰、吳文裕、蔡泓澤、林聖雄、何治凡 - 外野手：陳該發、任志偉、黃甘霖、陳俊宏、陳慶國 - 總教練：高英傑 - 教練團：林華韋，許順益，曾慶裕 - 投手：許銘傑，曹竣揚，孟憲政，何紀賢，高松山，沈柏蒼 - 捕手：柯景文，吳昭輝，林鴻遠 - 內野手：張琮貴，潘忠韋，馮勝賢，邱企彬，許聖杰，曾揚岳，陳致遠，王金勇 - 外野手：楊松弦，黃高俊，陳金鋒，蔡士偉，黃貴裕 - 領隊：彭誠浩 - 總教練：高英傑 - 教練：許順益，林華韋，曾慶裕 - 防護員：彭武村 - 投手：沈柏蒼，莊景賀，曹竣揚，劉義傳，吳俊良，許銘傑，郭李建夫 - 捕手：曾智偵，吳昭輝，蔡威廷 - 內野手：王光輝，潘忠韋，黃忠義，馮勝賢，張泰山，鄭昌明，林琨瀚 - 外野手：陳致遠，楊松弦，陳金鋒，黃煚隆，闕壯鎮 - 總教練：高英傑 - 教練團：許順益、林華韋、曾慶裕 - 投手：曹竣揚、沈柏蒼、張士凱、徐余偉、莊景賀、高松山、陳榮造 - 捕手：吳昭輝、蔡威廷（蔡易達） - 內野手：潘忠韋、馮勝賢、鄧蒔陽、王金勇、黃信福、彭政閔、鄭昌明、鄭兆岳 - 外野手：陳致遠、陳金鋒、楊松弦、林明憲、黃高俊 - 總教練：林華韋 - 教練團：葉志仙、蕭文勝、酒井光次郎 - 投手：吳俊億、曾傑志、蔡仲南、宋肇基、張誌家、沈柏蒼、許竹見 - 捕手：高志綱、陳克帆、王俊仁 - 內野手：潘忠韋、黃忠義、鄭昌明、馮勝賢、林岳亮、鄭兆岳、林津平 - 外野手：陳該發、張建銘、陳元甲、楊武峻、余賢明 - 總教練：林華韋 - 教練團：葉志仙，蕭文勝，酒井光次郎 - 投手：郭源治，許銘傑，曹錦輝，蔡仲南，余文彬，黃士魁，曾傑志，謝富貴 - 捕手：洪一中，陳峰民，柯景文 - 內野手：黃忠義，許聖杰，潘忠韋，馮勝賢，張家浩，鄭昌明，鄧蒔陽 - 外野手：陳金鋒，陳連宏，洪啟峰，黃甘霖，陳致遠，謝佳賢 |

| - 總教練：林華韋 - 教練團：葉志仙，蕭文勝，龔榮堂，酒井光次郎 - 投手：林朝煌，許銘傑，宋肇基，陽建福，謝承勳，蔡仲南，張誌家，郭李建夫，陳榮造 - 捕手：洪一中，葉君璋，高志綱 - 內野手：陳大豐，羅敏卿，黃忠義，張泰山，許聖杰，鄭昌明，陽森 - 外野手：陳金鋒，陳致遠，楊松弦，黃甘霖，王傳家 - 總教練：林華韋 - 教練團：葉志仙、蕭文勝、龔榮堂、酒井光次郎 - 投手：陳榮造、黃欽智、蔡仲南、陽建福、余文彬、曾兆豪、莊宏亮 - 捕手：高志綱、陳克帆、唐結傳 - 內野手：高國慶、曾揚岳、吳文裕、林智勝、王世驊、陳江和、王建明 - 外野手：陳致遠、陳元甲、周思齊、張建銘、紀俊麟 - 總教練：楊賢銘 - 教練團：林進發、楊清瓏、林振賢、酒井光次郎 - 管理：范訓銘 - 防護員：衣思訓、林裕川 - 體能教練：林笻豫 - 投手：郭泓志、王建民、黃欽智、梁如豪、蔡仲南、宋肇基、潘威倫、林岳平 - 捕手：洪一中、吳昭輝、高志綱 - 內野手：蔡豐安、彭政閔、黃忠義、陳健偉、張家浩、陳瑞振、鄭昌明 - 外野手：楊松弦、陳致遠、王傳家、謝佳賢 - 總教練：楊賢銘 - 教練團：林進發，楊清瓏，林振賢，酒井光次郎 - 隊長：蔡豐安 - 投手：潘威倫，林岳平，杜章偉，曾兆豪，蔡英峰，莊宏亮，何紀賢，陳偉殷，李國慶 - 捕手：許騰元，高志綱，陳昭穎 - 內野手：陳江和，陳家偉，陳鏞基，蔡豐安，彭政閔，張家浩，鄭兆行 - 外野手：張建銘，陳元甲，沈鈺傑，吳韋翰，曾華偉 - 總教練：陳進財 - 教練團：葉志仙、龔榮堂 - 技術顧問：楊賢銘 - 投手：曾兆豪、江柏青、莊培全、杜章偉、莊宏亮、李國慶、蔡英峰、潘威倫 - 捕手：陳克帆、高志綱 - 內野手：陳江和、陳鏞基、高國慶、高瑋、許國隆、蔡宗佑、林津平 - 外野手：陳元甲、張建銘、周思齊、陽耀勳、鄭志雄 - 總教練：楊賢銘 - 教練團：林進發，陳進財，洪一中，鍾宇政 - 防護員：林裕川 - 投手：莊宏亮，杜章偉，曾兆豪，蘇哲毅，蔡英峰，謝承勳，林恩宇，鄭錡鴻，陳偉殷 - 捕手：武昭關，陳克帆，翁再生 - 內野手：陳鏞基，胡金龍，石志偉，陳昭評，陳家偉，林智勝 - 外野手：陳政賢，林鴻遠，紀俊麟，余賢明，黃正偉，詹智堯 - 總教練：徐生明 - 教練團：林易增、楊賢銘、李來發、酒井光次郎 - 投手：張誌家、王建民、許銘傑、潘威倫、杜章偉、陽建福、林岳平、林恩宇 - 捕手：葉君璋、高志綱 - 內野手：黃忠義、鄭兆行、張泰山、王傳家、謝佳賢、鄭昌明、陳鏞基 - 外野手：陳金鋒、彭政閔、陳致遠、黃甘霖、張家浩 - 總教練：徐生明 - 教練團：林易增、楊賢銘、李來發、酒井光次郎 - 防護員：衣思訓、葉恩 - 投手：曹錦輝、王建民、黃俊中、張誌家、陳偉殷、潘威倫、陽建福、林英傑、杜章偉、耿伯軒、林恩宇 - 捕手：葉君璋、高志綱 - 內野手：蔡豐安、謝佳賢、黃忠義、張泰山、鄭兆行、鄭昌明、陳鏞基 - 外野手：陳金鋒、陳致遠、彭政閔、林威助 - 總教練：龔榮堂 - 教練：陳進財、葉志仙、高英傑 - 投手：江柏青、姜建銘、郭健瑜、蔡英峰、增菘瑋、李國慶、蘇哲毅、利弘揚 - 捕手：鍾家寶、凃壯勳 - 內野手：蘇偉銓、林津平、陳江和、林宗男、沈福仁、許國隆、郭岱琦 - 外野手：鍾承佑、廖英傑、陽耀勳、余賢明、羅國輝 - 總教練：葉志仙 - 教練團：龔榮堂、黃武雄、林琨瀚、朗登(Gilberto Rondon ，客座教練) - 防護員：彭武村、徐加恩 - 隊長：陳江和 - 投手：陳鴻文、黃義哲、高敏靜、唐嘉駿、蔡英峰、王泯皓、增菘瑋、姜建銘、耿伯軒、鄭錡鴻 - 捕手：陳智弘、凃壯勳、李義偉 - 內野手：余宗翰、陳江和、林益全、王勝偉、陳鏞基、胡金龍 - 外野手：鍾承佑、郭俊佑、廖英傑、羅國輝、詹智堯 - 總教練：葉志仙 - 教練團：龔榮堂、林琨瀚、黃武雄 - 投手：沈福仁、陽耀勳、羅嘉仁、姜建銘、唐嘉駿、增菘瑋、曾嘉敏、倪福德 - 捕手：陳智弘、涂壯勳 - 內野手：余宗翰、王勝偉、郭俊佑、陳江和、林克謙、林益全 - 外野手：鍾承佑、廖英傑、詹智堯、黃正偉 - 總教練：葉志仙 - 教練：龔榮堂、郭李建夫、林琨瀚 - 投手：林克謙、林恩宇、林岳平、潘威倫、陽建福、陽耀勳、耿伯軒、增菘瑋、羅正龍、李振昌 - 捕手：葉君璋、高志綱、李義偉 - 內野手：林宗男、林益全、張泰山、王傳家、陳鏞基、陽仲壽 - 外野手：詹智堯、張建銘、陳冠任、余賢明、謝佳賢 - 總教練：葉志仙 - 教練團：龔榮堂、郭李建夫、林琨瀚 - 投手：林克謙、林岳平、潘威倫、李振昌、郭泓志、耿伯軒、增菘瑋、姜建銘 - 捕手：葉君璋、陳峰民 - 內野手：林智勝、石志偉、張泰山、王傳家、陳鏞基、胡金龍、陽仲壽 - 外野手：余賢明、張建銘、陳金鋒、林威助、謝佳賢 - 總教練：林華韋 - 教練團：洪一中、葉志仙、呂明賜、吳復連、謝長亨 - 顧問：郭泰源、郭源治 - 投手：林恩宇、許竹見、潘威倫、林英傑、黃俊中、郭泓志、增菘瑋、陽建福、朱尉銘、許文雄、蔡英峰、耿伯軒、陽耀勳、姜建銘 - 捕手：葉君璋、高志綱、陳峰民 - 內野手：胡金龍、陽森、林智勝、張家浩、陳鏞基、陽仲壽、鄭昌明、張泰山 - 外野手：詹智堯、林威助、黃龍義、謝佳賢、張建銘 - 總教練：葉志仙 - 教練團：龔榮堂、林琨瀚、郭李建夫 - 防護員：卓掌一 - 投手：鄭崴壬、唐嘉駿、李振昌、林家瑋、王鏡銘、增菘瑋、羅嘉仁、陳建輔、林克謙 - 捕手：李義偉、楊冠毅、林泓育 - 內野手：沈福仁、王勝偉、林瀚、林志祥、楊先賢 - 外野手：林根緯、鍾承佑、詹智堯、吳家輝、郭俊佑 - 總教練：郭泰源 - 教練團：龔榮堂（首席教練）、謝長亨（投手教練）、吳復連（守備教練）、呂明賜（打擊教練）、洪一中（投捕教練） - 右投手：林恩宇、許銘傑、陽建福、耿伯軒、曹錦輝、黃俊中 - 左投手：林英傑、倪福德、沈鈺傑 - 捕手：葉君璋、高志綱、陳峰民 - 內野手：胡金龍、陽仲壽、高國慶、陽森、張泰山、謝佳賢、林智勝 - 外野手：彭政閔、張建銘、陳金鋒、潘武雄、劉芙豪 - 總教練：郭泰源 - 教練團：龔榮堂、吳復連、呂明賜、洪一中、謝長亨 - 投手：耿伯軒、林英傑、林恩宇、許銘傑、陽建福、廖于誠、倪福德、沈鈺傑、黃志龍、增菘瑋 - 捕手：葉君璋、陳峰民、林琨笙 - 內野手：林智勝、張泰山、鄭兆行、林益全、蔣智賢、謝佳賢 - 外野手：陳金鋒、彭政閔、詹智堯、廖英傑、羅國輝 - 總教練：洪一中 - 教練團：龔榮堂、康明杉、林琨瀚、蔡重光、吳文裕 - 右投手：姜建銘、陽建福、李振昌、張誌家、鄭凱文、羅嘉仁、林克謙、黃俊中 - 左投手：倪福德、李瑋華 - 捕手：葉君璋、高志綱 - 內野手：王勝偉、張泰山、林智勝、高國慶、林益全、蔣智賢、郭嚴文 - 外野手：彭政閔、林哲瑄、鍾承佑、張建銘、羅國輝 - 總教練：洪一中 - 教練團：謝長亨、呂明賜、龔榮堂 - 投手：陽建福、潘威倫、倪福德、許文雄、陳偉殷、羅嘉仁、鄭凱文、李振昌、張誌家、曹錦輝 - 捕手：葉君璋、高志綱、陳峰民 - 內野手：彭政閔、張泰山、林智勝、石志偉、蔣智賢、郭嚴文 - 外野手：潘武雄、張建銘、陳金鋒、羅國輝、林哲瑄 - 總教練：龔榮堂 - 教練團：鍾宇政、林宗毅、葉志仙 - 防護員：卓掌一、葉恩 - 投手：鄭崴壬、羅嘉仁、李振昌、賴鴻誠、曾琮萱、黃志龍、廖文揚、鄭凱文、蕭宇奇、林克謙 - 捕手：王峻杰、林琨笙 - 內野手：黃智培、蔡明覺、林志祥、楊先賢、余德龍、林國民 - 外野手：林根緯、陳敏賜、王偉仲、朱元勤 - 總教練：葉志仙 - 教練團：王光輝、呂文生、郭泰源、林琨瀚、陳威成、王宸浩 - 投手：倪福德、增菘瑋、陳鴻文、羅嘉仁、李振昌、廖于誠、林克謙、林岳平、鄭凱文、林柏佑、耿伯軒、鄭錡鴻、唐嘉駿 - 捕手：高志綱、郭一峰、林琨笙 - 內野手：蔣智賢、郭嚴文、林益全、彭政閔、王勝偉、高國慶、林瀚 - 外野手：林哲瑄、林威助、潘武雄、郭岱琦、詹智堯 - 執行教練：葉志仙 - 教練團：郭泰源、陳威成、吳文裕 - 投手：林旺億、許竹見、李明進、林煜清、林晨樺、廖文揚、黃志龍、王溢正、王鏡銘、林彥峰、唐嘉駿 - 捕手：王信民、林琨笙、林泓育 - 內野手：林國民、林志祥、林瀚、郭銘仁、羅博宇、林加祐 - 外野手：張家浩、吳宗峻、林根緯、郭岱詠 - 總教練：葉志仙 - 教練團：陳威成、龔榮堂、郭泰源 - 投手：廖文揚、林晨樺、黃志龍、林煜清、許竹見、李明進、王鏡銘、王溢正 - 捕手：林琨笙、王信民、林泓育 - 內野手：林志祥、羅博宇、林瀚、郭銘仁、張家浩、林國民 - 外野手：張志豪、吳宗峻、林根緯 |

| - 總教練：葉志仙 - 教練團：陳威成、龔榮堂、郭泰源 - 訓練員：吳文裕、周正雄 - 投手：林煜清、羅錦龍、潘威倫、廖文揚、陳冠宇、林晨樺、許銘倢、賴鴻誠、林羿豪、黃志龍、陳鴻文 - 捕手：林琨笙、陳俊秀、高志綱 - 內野手：陳鏞基、郭嚴文、林智勝、蕭帛庭、高國慶、林瀚 - 外野手：林哲瑄、羅國輝、劉芙豪、鍾承佑 - 總教練：葉志仙 - 教練團：郭泰源、龔榮堂、陳威成 - 管理：張家銘 - 訓練員：吳文裕、周正雄 - 投手：陳鴻文、黃志龍、林羿豪、陽耀勳、羅錦龍、蕭一傑、陽建福、林英傑、潘威倫、陳冠宇 - 捕手：陳俊秀、高志綱、林琨笙 - 內野手：胡金龍、陳鏞基、彭政閔、林益全、張泰山、林智勝、李秉諺、郭嚴文 - 外野手：林哲瑄、羅國輝、張建銘 - 總教練：葉志仙 - 教練團：郭泰源、龔榮堂、陳威成 - 投手：林煜清、許文錚、賴鴻誠、曾琮萱、陳冠宇、廖椿儒、林晨樺、廖文揚、邱浩鈞 - 捕手：周聖訓、王峻杰、陽冠威 - 內野手：唐挺育、陳偉志、楊先賢、鄧志偉、林威廷、黃智培 - 外野手：藍寅倫、林君亮、黃義坤、洪臣宇 - 總教練：陳威成 - 技術顧問：郭泰源 - 教練團：呂明賜、謝承勳、李軾揚、林宗毅 - 投 手：林煜清、林晨樺、郭俊麟、邱浩鈞、林柏佑、陳禹勳、陳冠儒、羅錦龍、王躍霖、陳冠宇、陽耀勳 - 捕手：王峻杰、陽冠威、陳俊秀 - 內野手：陳偉志、蕭帛庭、林瀚、林威廷、黃智培、郭阜林 - 外野手：林加祐、黃義坤、藍寅倫、羅國輝 - 總教練：謝長亨 - 教練團：陳琦豐（內野守備教練）、陳威成（打擊教練）、謝承勳（投手教練） - 投手：傅于剛、林煜清、官大元、賴鴻誠、張耿豪、林家瑋、王躍霖、林羿豪、陳鴻文、鄭凱文、曾仁和 - 捕手：鄭達鴻、涂壯勳 - 內野手：王勝偉、陳江和、鄧志偉、林志祥、李秉諺、潘志芳 - 外野手：周思齊、張正偉、郭俊佑、高國輝、陳品捷 - 總教練：謝長亨 - 教練團：謝承勳（投手教練）、陳威成（打擊教練）、葉君璋（投捕教練）、劉榮華（戰術執行教練）、陳琦豐（內野守備教練） - 投手：傅于剛、黃欽智、林家瑋、官大元、林煜清、增菘瑋、林彥峰、陳鴻文、鄭凱文、王躍霖、陽耀勳、林羿豪、曾仁和 - 捕手：高志綱、林泓育、鄭達鴻 - 內野手：陳鏞基、林智勝、郭嚴文、彭政閔、陳江和、林益全、李秉諺 - 外野手：高國輝、詹智堯、周思齊、張正偉、張建銘 - 總教練：謝長亨 - 教練團：謝承勳、陳威成、葉君璋、劉榮華、陳琦豐、王宸浩 - 投手：王建民、郭泓志、陳鴻文、林煜清、黃欽智、潘威倫、羅錦龍、王鏡銘、林羿豪、王溢正、陽耀勳、王躍霖、曾仁和 - 捕手：高志綱、林泓育、鄭達鴻 - 內野手：彭政閔、陳江和、林智勝、郭嚴文、林益全、陳鏞基、林瀚 - 外野手：周思齊、張正偉、張建銘、陽岱鋼、林哲瑄 - 總教練：呂明賜 - 教練：林宗毅、李安熙、蔡重光、謝承勳 - 防護員：盧家駒 - 投手：羅華韋、王躍霖、陳禹勳、張賢智、黃勝雄、羅國華、楊志龍、王宗豪、郭俊麟、謝榮豪 - 捕手：張進德、黃佳瑋、劉時豪 - 內野手：陳偉志、廖俊凱、蕭帛庭、郭銘仁、許基宏、林瀚 - 外野手：王柏融、蔣智賢、陳品捷、林旺衛、羅國龍 - 總教練：呂明賜 - 教練團：吳復連、謝承勳、王宸浩、林宗毅 - 防護員：陳昱伸、洪靖家 - 投手：鄭凱文、羅嘉仁、郭俊麟、宋家豪、王躍霖、陳冠宇、胡智爲、羅國華、林逸翔、江少慶 - 捕手：林琨笙、張進德、朱立人 - 內野手：陳俊秀、郭嚴文、潘志芳、林瀚、楊先賢、蕭帛庭 - 外野手：蔣智賢、陳品捷、王柏融、林根緯、于孟雄 - 領隊：彭文敏 - 總教練：郭李建夫 - 教練團：Tommy Cruz、邱敏舜、李軾揚、康明杉 - 投手：張凱倫、林子崴、黃子鵬、陳明軒、劉昱言、楊志龍、宋家豪、彭識穎、郭俊麟、林羿豪 - 捕手：吳明鴻、張閔勛、林志賢 - 內野手：陳毅宏、楊岱均、李宗賢、張皓緯、蔡奕玄、蘇智傑 - 外野手：王柏融、陳品捷、陳傑憲、曹佑寧、羅國麟 - 總教練：郭泰源 - 教練團：吳復連、陳威成、黃欽智、葉君璋、陳連宏、郭建霖 - 投手：林子崴、呂彥青、陳鴻文、潘威倫、陳冠宇、陳禹勳、倪福德、王鏡銘、宋家豪、羅國華、羅嘉仁、郭俊麟、林柏佑 - 捕手：林泓育、高志綱、張進德 - 內野手：林益全、陳鏞基、郭嚴文、陳俊秀、林智勝、林志祥、蔣智賢 - 外野手：陽岱鋼、張志豪、高國輝、張建銘、王柏融 - 領隊：吳志揚 - 職員：江奕昌 - 總教練：郭李建夫 - 教練團：康明杉、邱敏舜、林宗毅 - 投手：黃暐傑、羅國華、廖任磊、陳品學、彭識穎、黃亦志、呂彥青、黃恩賜、王宗豪、陳明軒 - 捕手：張閔勛、黃佳瑋、吳松勳 - 內野手：林子偉、張育成、林瀚、蘇智傑、李宗賢、楊岱均、陳偉志、蕭帛庭 - 外野手：曹佑寧、陳傑憲、于孟雄 - 總教練：郭李建夫 - 教練團：康明杉、林宗毅、李軾揚 - 投手：林子崴、許凱翔、黃子鵬、呂彥青、宋家豪、蔡偉凡、王玉譜、黃亦志、彭識穎 - 捕手：林志賢、張閔勛、吳松勳 - 內野手：李宗賢、楊岱均、蘇智傑、張皓緯、鄭鎧文、陳毅宏 - 外野手：曹佑寧、王柏融、陳子鴻、林柱 - 總教練：郭李建夫 - 教練團：邱敏舜、林宗毅、李軾揚揚、康明杉、克魯茲 - 投手：呂彥青、吳丞哲、曾琦、張竣凱、賴智垣、黃恩賜、施子謙、森榮鴻、廖乙忠、陳品學、許凱翔 - 捕手：吳柏毅、吳明鴻、高宇杰 - 內野手：張皓緯、黃敬瑋、林子偉、陳毅宏、施冠宇、陳重廷、岳東華 - 外野手：陳重羽、林安可、江柏豪 - 領隊：廖正井 - 管理：余浩奕 - 防護員：陳俊綺、蔡豐謜 - 翻譯：巫宜忠 - 總教練：郭泰源 - 教練團：吳復連、黃欽智、葉君璋、陳金鋒、李安熙、陳連宏、江奕昌 - 投手：林晨樺、陳鴻文、潘威倫、蔡明晉、陳韻文、倪福德、羅國華、王鏡銘、陳冠宇、黃勝雄、郭俊麟、宋家豪、江少慶 - 捕手：林琨笙、鄭達鴻 - 內野手：林智勝、林益全、蔣智賢、陳鏞基、王勝偉、林志祥、許基宏 - 外野手：張志豪、羅國龍、胡金龍、林哲瑄、高國輝、張正偉 - 領隊：吳志揚 - 總教練：洪一中 - 教練團：吳俊良（投手教練）、林正豐（牛棚教練）、黃甘霖（首席教練）、蔡昱詳（跑壘教練）、曾豪駒（打擊教練）、丘昌榮（打擊教練）、郭建霖（守備教練）、凃壯勳（體能教練） - 投手：林樺慶、朱俊祥、陳冠宇、陳禹勳、王躍霖、邱浩鈞、王鴻程、羅國華、彭識穎、林政賢 - 捕手：林祐樂、嚴宏鈞 - 內野手：吳念庭、林承飛、陳品捷、郭阜林、陳傑憲、范國宸、林立、朱育賢 - 外野手：陽岱鋼、王柏融、陳子豪、蘇智傑、詹子賢 - 總教練：郭李建夫 - 教練團：林宗毅、邱敏舜、余浩奕、呂祐華 - 投手：江國豪、呂彥青、吳昇峰、林安可、吳承諭、李子揚、王宗豪、王政浩、吳俊杰 - 捕手：彭子揚、黃佳瑋、高宇杰 - 內野手：蕭帛庭、潘宏翔、林瀚、林加祐、廖俊凱、王薪權、陳毅宏、陳偉志 - 外野手：林祖傑、戴如量、陳彥穎、楊振裕 - 領隊：廖正井 - 總教練：郭李建夫 - 教練：康明杉、林宗毅、李軾揚、克魯茲 - 投手：呂彥青、林安可、陳明軒、吳俊杰、吳承諭、施子謙、李子揚、江國豪、吳丞哲 - 捕手：張閔勛、吳松勳 - 內野手：張皓緯、范國宸、陳麒源、吳桀睿、陳重廷、林立 - 外野手：陳重羽、蘇智傑、施冠宇、王正棠、岳東華 - 管理：王裕盛 - 防護員：陳俊綺、蔡豐謜 - 總教練：許順益 - 教 練：克魯茲、王燕國、沈柏蒼、李盈南、陳瑞昌、呂祐華 - 投手：吳昇峰、林樺慶、唐嘉駿、王玉譜、蔡偉凡、王宗豪、林宇祥、王政浩、陳柏豪、林政賢、黃健隆 - 捕 手：陳瑞慕、黃佳瑋 - 內野手：林祖傑、蕭帛庭、林瀚、林承飛、林加祐、陳偉志、姜建銘 - 外野手：戴如量、申皓瑋、詹子賢、陳孝允 - 管 理：王裕盛 - 防護員：陳俊綺、蔡豐謜 - 總教練：林宗毅 - 教 練：謝承勳、湯登凱、李軾揚 - 投手：江國豪、魏碩成、廖乙忠、劉軒荅、賴智垣、林安可、蘇俊璋、林鋅杰、鄭浩均、蘇勝鴻 - 捕手：姚冠瑋、高宇杰 - 內野手：李承恩、劉致榮、張文賢、王政順、李凱威、施冠宇、朱祥麟 - 外野手：洪瑋漢、王詩聰、楊志翔 - 管理：王裕盛 - 防護員：羅婉寧、鍾沂瑾 - 總教練：林宗毅 - 教練團：謝承勳、李軾揚、湯登凱、克魯茲 - 投手：江國豪、魏碩成、藍愷青、廖乙忠、陽杰恩、林安可、吳承諭、陳良志、蘇俊璋、鄭浩均、蘇勝鴻 - 捕手：蘇煒智、姚冠瑋、高宇杰 - 內野手：李承恩、陳偉宏、張文賢、王政順、李凱威、朱祥麟、李育全 - 外野手：洪瑋漢、戴云真、葉浚琳 - 防護員：羅婉寧、鍾沂瑾 - 翻譯：巫宜忠 - 總教練：洪一中 - 教練團：吳俊良、彭政閔、王建民、黃甘霖、蔡昱詳、曾豪駒、劉家豪、郭建霖 - 投手：林凱威、陳鴻文、陳冠宇、吳昇峰、張奕、王躍霖、陳禹勳、廖乙忠、王宗豪、胡智爲、黃子鵬、江少慶、林鋅杰 - 捕手：林泓育、張進德、高宇杰 - 內野手：王威晨、王勝偉、郭嚴文、陳俊秀、林立、朱育賢、岳東華 - 外野手：張志豪、王柏融、胡金龍、林哲瑄、蘇智傑 - 總教練：李盈南 - 教練團：湯登凱、黃欽智、呂祐華 - 投手：謝柏賢、劉致榮、吳昇峰、鄧愷威、陳柏毓、王宗豪、林鋅杰、陳仕朋、鄭祐豪、黃健隆 - 捕手：陳瑞慕、張進德、黃佳瑋 - 內野手：張育成、林子偉、蕭帛庭、林瀚、廖俊凱、陳偉志、姜建銘 - 外野手：陳敏賜、蔡智榆、戴如量、楊振裕 - 領 隊：辜仲諒 - 防護員：陳士堯、詹承彥 - 管 理：王裕盛 |

| - 總教練：吳思賢 - 教練：呂祐華、湯登凱、李金龍 - 翻譯：馬巧音 - 防護員：林虹妏、黃霈瑄 - 投 手：王志庭、陳宇宏、林亭佑、林昱珉、邱駿威、鄭浩均、莊陳仲敖、林振瑋、李晨薰、徐基麟、潘文輝 - 捕手：蘇煒智、林軒逸、張文漢 - 內野手：李亦崴、鄭宗哲、陳聖賢、張文賢、陳聖平、李育全 - 外野手：邱辰、沈朕清、曾宸佐、王榆銓 - 總教練：謝承勳 - 教練：克魯茲、鄭達鴻、沈柏蒼、郭勇志、邱俊文、陳宗宏 - 防護員：吳佳樺、林虹妏 - 投手：郭定泓、巴青少、游騰堯、陳宇宏、王彥程、賴延峰、莊陳仲敖、林振瑋、徐基麟、莊昕諺、李晨薰 - 捕手：張翔、林軒逸、張聖豪 - 內野手：林岳谷、李亦崴、王騰玉、紀慶然、陳聖平、楊竣翔 - 外野手：曾宸佐、曾頌恩、羅暐捷、顏國晉 - 總教練：林岳平 - 教練團：高志綱、曾豪駒、彭政閔、許銘傑、王建民、陳江和、劉品辰、張建銘 - 投手：鄧愷威、宋家豪、王維中、陳冠偉、陳禹勳、陳冠宇、黃子鵬、吳哲源、胡智爲、呂彥青、李振昌、江少慶、曾峻岳、陳仕朋 - 捕手：吉力吉撈・鞏冠、林岱安、高宇 - 內野手：林子偉、張育成、吳念庭、鄭宗哲、江坤宇、王威晨、范國宸、林立 - 外野手：王柏融、成晉、陳晨威、陳傑憲、郭天信 - 總教練：吳思賢 - 教練團：克魯茲、林加祐、沈柏蒼、湯登凱、吳復連 - 管理：王裕盛 - 防護員：林虹妏、楊文綺 - 投手：吳昇峰、王政浩、賴柏瑋、林昱珉、陳柏毓、劉致榮、潘文輝、王彥程、古林睿煬、鄭浩均 - 捕手：林家正、戴培峰 - 內野手：陳敏賜、李亦崴、廖俊凱、鄭宗哲、李灝宇、林立、林子豪、吳念庭 - 外野手：楊振裕、申皓瑋、林安可、林子偉 - 總教練：陳金鋒 - 教練團：郭建霖、高志綱、陳連宏、許銘傑、蕭一傑、施金典、林明憲、陳柏穎 - 投手：李子強、陳柏清、古林睿煬、林詔恩、陳克羿、邱駿威、王志煊、王彥程、林凱威、江國豪、曾峻岳 - 捕手：戴培峰、林吳晉瑋、蔣少宏 - 內野手：葉子霆、辛元旭、何恆佑、林靖凱、張政禹、劉基鴻、馬傑森 - 外野手：邱智呈、林孝程、岳政華、陳傑憲、郭天信 - 總教練：郭李建夫 - 教練團：林宗毅、洪煒杰、余浩奕、周宗志 - 投手：李子強、徐若熙、劉予承、曾仁和、張景淯、伍祐城、林詔恩、王政浩、孫易磊、賴延峰 - 捕手：宋嘉翔、林辰勳、廖健富 - 內野手：李亦崴、林承飛、高育瑋、劉基鴻、拿莫·伊漾、林靖凱、陳聖平 - 外野手：宋晟睿、陳文杰、邱智呈、陳孝允 - 總教練：郭李建夫（開南大學） - 教 練：林宗毅、李軾揚（文化大學）、周宗志（新北禾聯）、陳該發（崑山科大） - 防護員：郭佑任、彭昱瑄 - 投手：呂昱廷（台灣體大）、沙子宸（運動家1A）、黃仲翔（南華大學）、王宇傑（台灣電力）、曾家輝（樂天桃猿）、伍立辰（嘉義大學）、張峻瑋（新北禾聯）、陳品宏（台北市大）、陳冠穎（台北市大）、黃子豪（文化大學）、尹柏淮（統一獅） - 捕手：邱冠維（開南大學）、胡孟智（中信兄弟）、朱瑋淇（合作金庫） - 內野手：劉俊緯（味全龍）、鄭俊瑋（台灣電力）、王念好（富邦悍將）、何恆佑（統一獅）、曾昱磬（開南大學）、賴俊（新北禾聯） - 外野手：林佳緯（統一獅）、邱鑫（樂天桃猿）、黃柏叡（台灣電力）、王順和（味全龍） - 總教練：曾豪駒 - 教練團：高志綱（首席兼捕手教練）、彭政閔 （打擊教練）、高國輝（打擊教練）、林岳平（投手教練）、王建民（牛棚教練）、陳江和（內野守備教練）、張建銘（外野守備兼跑壘教練）、劉品辰（體能教練）、洪全億（重訓教練） - 隊長：陳傑憲 - 投手：黃恩賜、江國豪、陳冠宇、林凱威、張奕、陳柏清、吳俊偉、郭俊麟、林昱珉、陳冠偉、王志煊、黃子鵬、莊昕諺 - 捕手：吉力吉撈·鞏冠、林家正、戴培峰 - 內野手：張政禹、李凱威、潘傑楷、岳東華、林立、朱育賢、江坤宇 - 外野手：邱智呈、陳傑憲、林安可、陳晨威、曾頌恩 - 總教練：曾豪駒 - 教練團：高志綱（首席兼捕手教練）、彭政閔 （打擊教練）、高國輝（打擊教練）、林岳平（投手教練）、王建民（牛棚教練）、陳江和（內野守備教練）、張建銘（外野守備教練）、陳宗宏（體能教練） - 投手：陳柏豪、陳韻文、李東洺、徐翔聖、呂詠臻、陳柏毓、林維恩、莊陳仲敖、伍祐城、呂彥青、曾峻岳、徐若熙、陳宇宏、孫易磊、沙子宸 - 捕手：高宇、蔣少宏、陳重羽 - 內野手：王博玄、曾子祐、林子偉、張育成、李宗賢、吳念庭 - 外野手：陳文、林佳緯、陳傑憲、宋晟睿 |

## 歷任總教練
- 張朝貴（1954年亞洲棒球錦標賽、1955年亞洲棒球錦標賽、1959年亞洲棒球錦標賽）
- 方水泉（1963年亞洲棒球錦標賽、1965年亞洲棒球錦標賽、1988年港都杯國際棒球邀請賽-中華白隊）
- 吳祥木（1983年亞洲棒球錦標賽、1983年洲際盃棒球賽、1984年洛杉磯奧運棒球賽、1984年世界盃棒球賽、1985年亞洲棒球錦標賽）
- 林家祥（1977年洲際盃棒球賽、1982年世界盃棒球賽、1985年洲際盃棒球賽、1987年亞洲棒球錦標賽、1987年洲際盃棒球賽、1987年國際棒球邀請賽、1988年世界盃棒球賽、1988年漢城奧運棒球賽）
- 曾紀恩（1986年世界盃棒球錦標賽、1988年港都杯國際棒球邀請賽-中華藍隊、1988年會長盃棒球賽）
- 李來發（1989年洲際盃棒球賽、1989年會長盃棒球賽（页面存档备份，存于）、1990年亞洲運動會、1990年世界盃棒球賽、1990年會長盃棒球賽（页面存档备份，存于）、1991年亞洲棒球錦標賽、1989年洲際盃棒球賽、1992年巴塞隆納奧運棒球賽）
- 林華韋（1991年會長盃棒球賽、1999年亞洲棒球錦標賽、2001年亞洲棒球錦標賽、2001年世界盃棒球賽、2001年港口盃國際棒球邀請賽、2001年亞洲棒球錦標賽、2006年世界棒球經典賽）
- 高英傑（1997年亞洲棒球錦標賽、1997年加拿大勞工盃（页面存档备份，存于）、1998年世界盃棒球賽、1998年亞洲運動會）
- 楊賢銘（2002年亞洲運動會）
- 徐生明（2003年亞洲棒球錦標賽、2004年雅典奧運棒球賽）
- 葉志仙（2005年亞洲棒球錦標賽、2005年世界盃棒球賽、2006年洲際盃棒球賽、2006年亞洲運動會、2009年世界棒球經典賽、2010年洲際盃棒球賽、2010年亞洲運動會）
- 洪一中（2008年北京奧運八搶三資格賽、2008年夏季奧運、2017年亞洲職棒冠軍爭霸賽、2019年世界棒球12強賽）
- 陳威成（2011年第十三屆荷蘭港口盃、2011年加拿大世界棒球挑戰賽、2011年世界盃棒球賽）
- 謝長亨（2012年亞洲棒球錦標賽、2013年世界棒球經典賽資格賽、2013年世界棒球經典賽）
- 呂明賜（2013年東亞運動會棒球比賽、2014年亞洲運動會）
- 郭泰源（2007年世界盃棒球賽、2007年亞洲棒球錦標賽、2015年世界棒球12強賽、2017年世界棒球經典賽）
- 郭李建夫（2014年21U世界盃棒球賽、2015年夏季世界大學運動會棒球比賽、2016年U-23世界盃棒球賽、2017年夏季世界大學運動會棒球比賽、2023年亞洲棒球錦標賽、2024年U-23世界盃棒球賽）
- 許順益（2018年亞洲運動會）
- 李盈南（2019年亞錦賽）
- 吳思賢（2021年U-23世界盃棒球賽、2022年亞洲運動會）[23]
- 謝承勳（2022年U-23世界盃棒球賽）
- 林岳平（2023年世界棒球經典賽）[24]
- 陳金鋒（2023年亞洲職棒冠軍爭霸賽）
- 曾豪駒（2024年世界棒球12強賽[25]、2026年世界棒球經典賽資格賽）

## 外部連結
- （繁體中文）中華民國棒球協會（页面存档备份，存于）
- 中華成棒隊在台灣棒球維基館上的頁面（繁體中文）